# 1991 (EP)
„1991” este EP-ul de debut a rapperiței americane Azealia Banks. A fost lansat prima pe data de 28 mai 2012, în Regatul Unit iar in următoarea zi în Statele Unite ale Americii de casa de discuri Interscope Records. Primul single de pe album "212", a fost lansat pe data de 6 decembrie 2011, iar cel de-al doilea single, "Liquorice", a fost lansat pe data de 4 decembrie 2012. Banks a lansat de asemenea videoclipuri pentru fiecare piesă, inclusiv piesele care nu au fost lansate ca un single 1991 și Van Vogue.

## Lista pieselor
| Nr.             | Titlu                      | Autor(i)                                 | Producător(i)   | Lungime |  |
| 1.              | „1991”                     | Azealia Banks Kevin James Travis Stewart | Machinedrum     | 3:30    |  |
| 2.              | „Van Vogue”                | Banks Stewart                            | Machinedrum     | 5:57    |  |
| 3.              | „212” (featuring Lazy Jay) | Banks Jef Martens                        | Lazy Jay        | 3:24    |  |
| 4.              | „Liquorice”                | Banks Matthew Cutler                     | Lone            | 3:18    |  |
| Lungime totală: | Lungime totală:            | Lungime totală:                          | Lungime totală: | 16:06   |  |

## Clasamente
| Clasament (2012-13)                                 | Poziție maximă |
| --------------------------------------------------- | -------------- |
| Australia (ARIA)                                    | 63             |
| Australia (ARIA Urban)                              | 10             |
| Irlanda (IRMA)                                      | 97             |
| Regatul Unit (OCC)                                  | 79             |
| Statele Unite ale Americii (Billboard)              | 133            |
| Statele Unite ale Americii (Heatseekers Albums)     | 1              |
| Statele Unite ale Americii (Top Rap Albums)         | 12             |
| Statele Unite ale Americii (Top R&B/Hip-Hop Albums) | 17             |

## Certificări
| Țara      | Companie | Certificații (vânzări) |
| --------- | -------- | ---------------------- |
| Australia | (ARIA)   | 35,000                 |

Note
- reprezintă „disc de aur”;

## Istoricul lansărilor
| Țară                       | Dată           | Format              | Casă de discuri                    | Ref.   |
| -------------------------- | -------------- | ------------------- | ---------------------------------- | ------ |
| Australia                  | Mai 28, 2012   | Descărcare digitală | Polydor                            | [ 9 ]  |
| Belgia                     | Mai 28, 2012   | Descărcare digitală | Polydor                            | [ 10 ] |
| Statele Unite ale Americii | Mai 28, 2012   | Descărcare digitală | Polydor                            | [ 11 ] |
| Canada                     | Iunie 1, 2012  | Vinil               | Interscope                         | [ 12 ] |
| Australia                  | Iunie 12, 2012 | Vinil               | Polydor                            | [ 13 ] |
| Germania                   | Iunie 12, 2012 | Vinil               | Interscope Universal Music Germany | [ 14 ] |
| Statele Unite ale Americii | Iunie 12, 2012 | CD                  | Interscope                         | [ 15 ] |